# Kryptos (Skulptur)

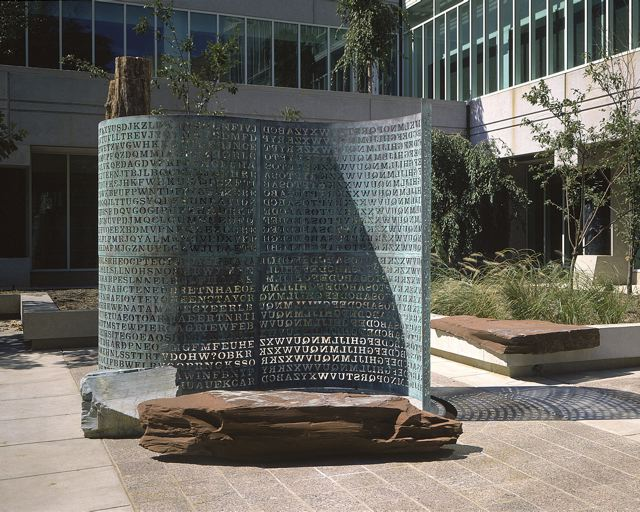
Kryptos auf dem Gelände der Central Intelligence Agency in Langley, Virginia

Kryptos ist eine Skulptur des US-amerikanischen Bildhauers James Sanborn auf dem Gelände der Central Intelligence Agency (CIA) in Langley, Virginia, USA. Seit ihrer Einweihung am 3. November 1990 gibt es viele Spekulationen über die auf ihr angebrachten verschlüsselten Nachrichten. Angestellte der CIA und andere Kryptoanalytiker haben schon viele Versuche unternommen, diese zu entziffern.

## Beschreibung
Die Hauptskulptur wurde aus poliertem rotem Granit, rotem und grünem Schiefer, weißem Quarz, versteinertem Holz, Magneteisenerz und Kupfer gefertigt und steht in der nordwestlichen Ecke des Hofes des New Headquarters Building außerhalb der Cafeteria der Behörde.
Der Name Kryptos leitet sich von dem altgriechischen Wort für unsichtbar/verborgen/verdeckt/versteckt ab. Das Thema der Skulptur ist „intelligence gathering“, das Sammeln von Geheimdienstinformationen. Das herausragende Merkmal ist eine große S-förmige kupferne Wand, die einer Papierrolle oder einem Blatt Papier ähnelt, das – mit Buchstaben bedeckt, die einen verschlüsselten Text bilden – aus einem Computerdrucker kommt.
Die Zeichen setzen sich aus den 26 Buchstaben des lateinischen Alphabets und dem Fragezeichen zusammen, die allesamt aus dem Kupfer herausgeschnitten wurden. Diese „Inschrift“ beinhaltet vier eigenständige rätselhafte Botschaften, von denen jede anscheinend mit einer anderen Chiffre verschlüsselt ist.
Zur selben Zeit, als die Hauptskulptur aufgestellt wurde, stellte der Bildhauer Sanborn andere Stücke auf dem Gelände der CIA auf, unter anderem verschiedene große Granitplatten mit eingeschobenen Kupferplatten außerhalb des Eingangs zum New Headquarters Building.
Verschiedene Morsecode-Nachrichten sind in das Kupfer eingraviert; eine der Platten besitzt eine eingravierte Windrose. Andere Elemente der Sanborn-Installation schließen ein landschaftlich gestaltetes Gelände, einen Ententeich und verschiedene andere, scheinbar nicht markierte, Platten ein.

## Verschlüsselte Botschaften
Der Code auf der einen Hälfte der Skulptur beinhaltet insgesamt 865 Zeichen. Die andere Hälfte der Skulptur schließt eine Vigenère-Verschlüsselung ein.
Sanborn arbeitete mit einem pensionierten CIA-Angestellten namens Ed Scheidt, Vorsitzender/Präsident des CIA Cryptographic Centers, um sich das Kryptografiesystem auf der Skulptur auszudenken. Sanborn hat seither offenbart, dass die Skulptur ein Rätsel in einem Rätsel enthält, das nur dann gelöst werden kann, wenn die vier „revreencrypted“ Absätze entschlüsselt sind. Er sagte, dass er während der Einweihung der Skulptur die komplette Lösung dem CIA-Direktor William H. Webster gegeben hat. Allerdings sagte Sanborn in einem Interview für wired.com im Januar 2005, dass er Webster nicht die ganze Lösung gegeben hätte. Er bestätigte allerdings, dass dort, wo in Teil 2 geschrieben steht „Who knows the exact location? Only WW“ (zu deutsch: „Wer kennt den genauen Ort? Nur WW“) auf William Webster verwiesen wird.

## Löser des Rätsels
1999 verkündete James Gillogly als erste Person öffentlich, die ersten drei Abschnitte gelöst zu haben. Gillogly, ein Informatiker aus Südkalifornien, dechiffrierte insgesamt 768 Zeichen. Die 97 bzw. 98 Zeichen, die Gillogly nicht lösen konnte, waren derselbe Teil, der auch den Kryptologen der Regierung Kopfzerbrechen bereitete.
Nach Gilloglys Bekanntgabe kam ans Licht, dass der Analytiker der CIA, David Stein, bereits 1998 die gleichen Abschnitte mit Bleistift- und Papiertechniken gelöst hatte. Jedoch verbreitete sich diese Information nur innerhalb der Behörde und wurde nicht veröffentlicht.
Zur gleichen Zeit gab die NSA bekannt, dass sie ebenfalls Löser in ihren Reihen hat, die Namen und Daten jedoch nicht vor 2005 offenbaren werde. Später erfuhr man, dass das Team unter Ken Miller, zusammen mit Dennis McDaniels und zwei anderen unbekannten Personen, die Teile 1 bis 3 Ende 1992 mit Hilfe eines Computers gelöst hatten. Jedoch wussten auch sie beim vierten Abschnitt keinen Rat mehr.

## Klarstellung aus dem Jahre 2006
Am 19. April 2006 kontaktierte Sanborn die Kryptos Group (eine Internetgruppe, die dem Kryptos-Rätsel gewidmet ist), um sie darüber zu informieren, dass die angenommene Lösung für Teil 2 falsch war. Er hatte einen einzelnen Buchstaben aus ästhetischen Gründen vom Code entfernt.
Die Folge war eine Änderung des Klartextes von „XLAYERTWO“ (richtig)  in „IDBYROWS“ (falsch).

## Ähnliche Skulpturen
Kryptos ist die erste kryptografische Skulptur von Sanborn. Nach Kryptos begann er weitere Skulpturen mit Codes und anderen Schriftzeichen zu kreieren, einschließlich der Antipodes, die im Washingtoner Hirshhorn Museum steht, ein „Unbetiteltes Stück Kryptografie“, das an einen privaten Sammler verkauft wurde, und den Cyrillic Projector, mit einem verschlüsselten russischen Text, der einen Auszug aus einem geheimen KGB-Dokument enthält. Der Geheimtext auf der einen Seite von Antipodes wiederholt den Text von Kryptos. Der Geheimtext auf der russischen Seite findet sich auch auf dem Cyrillic Projector. Der russische Teil des Geheimtextes auf dem Cyrillic Projector und Antipodes wurde 2003 durch internationale Bemühungen, die durch Elonka Dunin organisiert wurden, gelöst. Die kryptografischen Komponenten wurden unabhängig davon durch Frank Corr und Mike Bales gelöst.

## Kulturelle Einflüsse
Der Schutzumschlag der US-Version von Dan Browns Roman Sakrileg enthält zwei Hinweise auf Kryptos: Einer auf der Rückseite des Einbandes (hellrot gedruckte Koordinaten auf dunklem Rot, vertikal in der Nähe des Klappentextes) bezieht sich auf die Koordinaten, die im Klartext von Teil 2 erwähnt werden. Allerdings sind die Stellen der Gradangaben um eins verschieden. („except the degrees digit is off by one“.)
Als Brown und sein Verleger im selben Jahr dazu befragt wurden, gaben sie beide dieselbe Antwort: „Die Diskrepanz ist beabsichtigt.“ Der andere Hinweis ist in Browns Bebilderung „tear“ – die auf den Kopf gestellten Worte „Only WW knows.“ (zu deutsch: „Nur WW weiß es.“). Das ist ein anderer Hinweis auf den zweiten Teil von Kryptos.
In Dan Browns Roman Das verlorene Symbol wird am Rande der Versuch der Dechiffrierung des Kunstwerks durch CIA-Mitarbeiter thematisiert. Der bislang bekannte Kryptos-Klartext solle demnach in Fragmenten alten Freimaurer-Überlieferungen ähneln, die im Buch eine zentrale Rolle einnehmen.
In einer Folge von Alias – Die Agentin, „S.O.S.“
behauptet der Protagonist Marshall Flinkman, den Code nur beim Anschauen der Skulptur geknackt zu haben. Das Ergebnis, das er beschreibt, ähnelt stark dem der ersten beiden bereits entschlüsselten Teile.

## Lösungen
Es folgen Lösungen von Teil 1 bis 3 der Skulptur. Rechtschreibfehler in den Texten werden so wiedergegeben, wie sie entschlüsselt wurden. Kryptos K1- und K2-Verschlüsselungen sind polyalphabetische Auswechslungen, die ein Vigenère-Tableau benutzen, wie es in der anderen Hälfte der Skulptur dargestellt ist. K3 ist eine Transpositionschiffre. K4 ist immer noch ungelöst.

### Lösung 1
Schlüsselwörter: Kryptos, Palimpsest
BETWEEN SUBTLE SHADING AND THE ABSENCE OF LIGHT LIES THE NUANCE OF IQLUSION
Deutsch:
ZWISCHEN SUBTILER SCHATTIERUNG UND DER ABWESENHEIT VON LICHT LIEGT DIE ABSTUFUNG VON IQLUSION

### Lösung 2
Schlüsselwörter: Kryptos, Abscissa (englisch für Abszisse)
IT WAS TOTALLY INVISIBLE HOWS THAT POSSIBLE ? THEY USED THE EARTHS MAGNETIC FIELD X THE INFORMATION WAS GATHERED AND TRANSMITTED UNDERGRUUND TO AN UNKNOWN LOCATION X DOES LANGLEY KNOW ABOUT THIS ? THEY SHOULD ITS BURIED OUT THERE SOMEWHERE X WHO KNOWS THE EXACT LOCATION ? ONLY WW THIS WAS HIS LAST MESSAGE X THIRTY EIGHT DEGREES FIFTY SEVEN MINUTES SIX POINT FIVE SECONDS NORTH SEVENTY SEVEN DEGREES EIGHT MINUTES FORTY FOUR SECONDS WEST X LAYER TWO
Deutsch:
ES WAR VÖLLIG UNSICHTBAR WIE IST DAS MÖGLICH ? SIE BENUTZTEN DAS ERDMAGNETFELD X DIE INFORMATIONEN WURDEN GESAMMELT UND UNTERIRDISCH AN EINEN UNBEKANNTEN ORT ÜBERTRAGEN X WEIẞ LANGLEY DAVON ? DAS MÜSSTEN SIE ES IST IRGENDWO DORT DRAUẞEN BEGRABEN X WER KENNT DIE GENAUE POSITION ? NUR WW DIES WAR SEINE LETZTE BOTSCHAFT X ACHTUNDDREIẞIG GRAD SIEBENUNDFÜNFZIG MINUTEN SECHS KOMMA FÜNF SEKUNDEN NORD SIEBENUNDSIEBZIG GRAD ACHT MINUTEN VIERUNDVIERZIG SEKUNDEN WEST X EBENE ZWEI
Im April 2006 sagte Sanborn, dass er einen Fehler bei der Skulptur gemacht hatte, indem er aus ästhetischen Gründen ein „X“ weggelassen hatte, das einen Umbruch anzeigen sollte, und deshalb der übersetzte Text lautete: „…FOUR SECONDS WEST ID BY ROW S“ aber eigentlich folgendermaßen lauten sollte: „…FOUR SECONDS WEST X LAYER TWO“.
Anmerkung: Dieser Punkt befindet sich ungefähr 60 Meter südlich der Skulptur.

### Lösung 3
SLOWLY DESPARATLY SLOWLY THE REMAINS OF PASSAGE DEBRIS THAT ENCUMBERED THE LOWER PART OF THE DOORWAY WAS REMOVED WITH TREMBLING HANDS I MADE A TINY BREACH IN THE UPPER LEFT HAND CORNER AND THEN WIDENING THE HOLE A LITTLE I INSERTED THE CANDLE AND PEERED IN THE HOT AIR ESCAPING FROM THE CHAMBER CAUSED THE FLAME TO FLICKER BUT PRESENTLY DETAILS OF THE ROOM WITHIN EMERGED FROM THE MIST X CAN YOU SEE ANYTHING Q (?)
Deutsch:
LANGSAM ZUM VERZWEIFELN LANGSAM WURDEN DIE RESTE DES SCHUTTS DER DEN UNTEREN TEIL DES EINGANGS VERSPERRTE ENTFERNT MIT ZITTERNDEN HÄNDEN MACHTE ICH EINEN KLEINEN SPALT IN DIE LINKE OBERE ECKE UND WEITETE DANN DAS LOCH EIN WENIG ICH FÜGTE DIE KERZE EIN UND STARRTE IN DIE HEIẞE LUFT DIE AUS DER KAMMER ENTWICH UND DIE FLAMME ZUM FLACKERN BRACHTE ABER AUCH DETAILS DES RAUMES ZEIGTE WELCHER AUS DEM DUNST AUFTAUCHTE X KANNST DU ETWAS SEHEN Q (?)
Das ist ein umschriebenes und falsch geschriebenes Zitat von Howard Carter im Zusammenhang mit der Graböffnung von Tutenchamun aus seinem 1923 geschriebenen Buch The Tomb of Tutankhamun. Die Frage, mit der es endet, ist die von Lord Carnarvon, worauf Carter (im Buch) antwortet: „Wonderful things.“ In den tatsächlichen Notizen vom 26. November 1922 war seine Antwort: „Yes, it is wonderful.“

### Lösung 4
Dieser Teil ist öffentlich noch unbekannt, obwohl es eine aktive Yahoo-Gruppe gibt (gegründet 2003, ab 2019 portiert und weitergeführt auf groups.io), die die Arbeit von mehr als 2.000 Mitgliedern zur Lösung koordiniert. Jim Sanborn verriet im November 2010, dass die Zeichenfolge NYPVTT (an Stelle 64–69) für das Wort BERLIN stehe. Darüber hinaus ging er vier Jahre später, im November 2014, an die Öffentlichkeit und gab einen weiteren Hinweis zur Lösung des Rätsels. Demnach folgt unmittelbar auf das Wort BERLIN ein CLOCK (Stelle 70 bis 74). Tatsächlich existiert in Berlin die sogenannte Berlin-Uhr (Berlin Clock). Ob es sich bei dem neuesten Hinweis um exakt diese Uhr handelt, ließ Sanborn zwar offen, ergänzte aber auf Nachfrage: „You’d better delve into that particular clock“ (Man sollte sich besser mit dieser speziellen Uhr befassen). Am 29. Januar 2020 gab Sanborn wiederum in der New York Times bekannt, dass die Stellen 26–34 für NORTHEAST stehen. Ferner soll spätestens nach seinem Tod die Lösung versteigert werden, sollte es niemand vorher lösen. Dies sei der letzte Hinweis.
Entgegen der Ankündigung, dass NORTHEAST der letzte Hinweis sei, veröffentlichte Jim Sanborn im August 2020 ein viertes Klartextwort: Die Stellen 22 bis 25 stehen für EAST, so dass der aufeinanderfolgende Klartext der Stellen 22 bis 34 die Bezeichnung EAST NORTHEAST ergibt (englisch für Ostnordost).